# Bataillons de volontaires ukrainiens

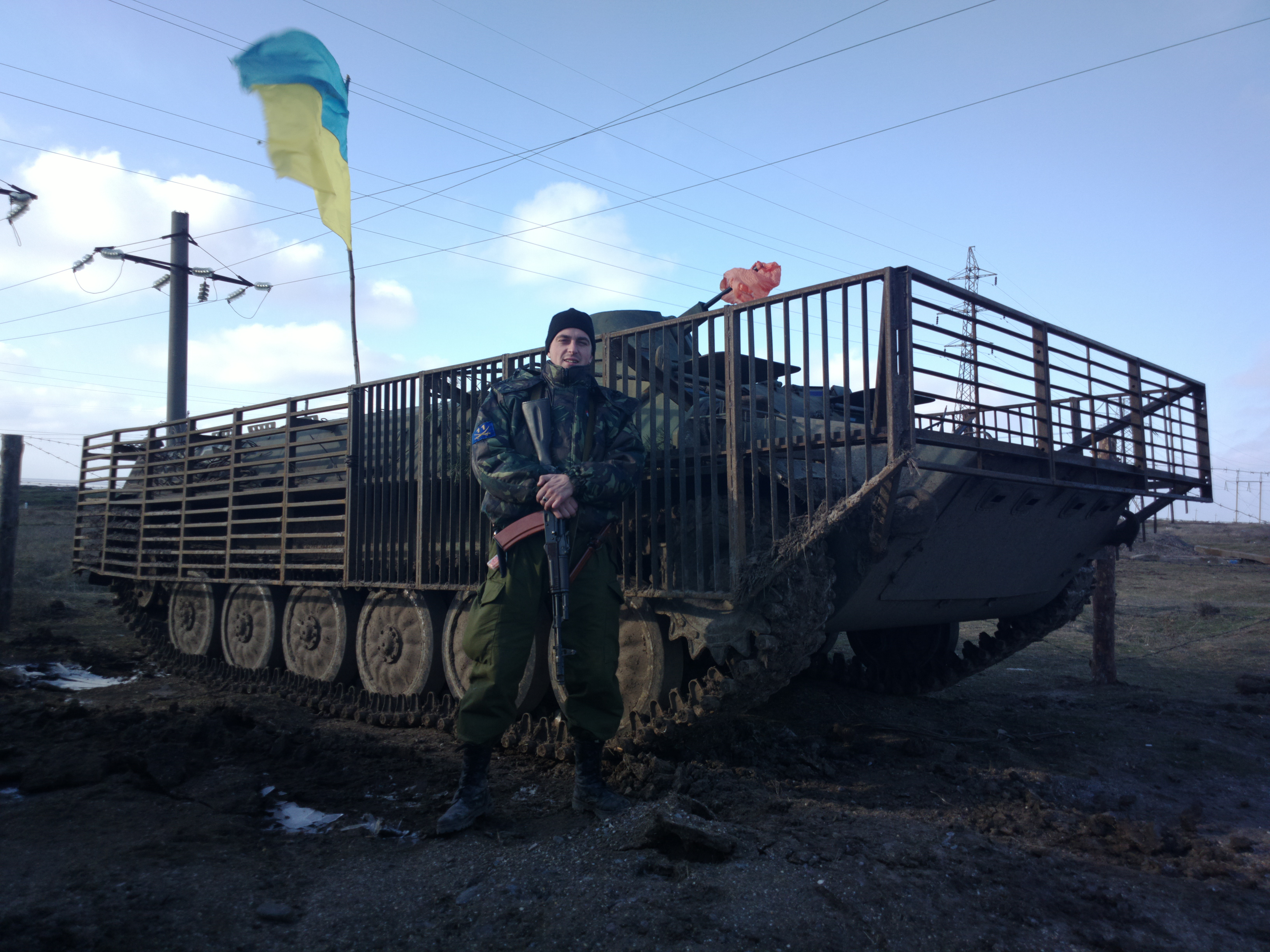
Combattant du 11e bataillon de défense territoriale Kyivan Rus, en 2014.

Les bataillons de volontaires ukrainiens (ukrainien : Добровольчі батальйони, plus formellement ukrainien : Добровольчі військові формування України, ou en abrégé ukrainien : Добробати, en Français littéralement Formations militaires de volontaires en Ukraine) sont des unités militaires mobilisées en réponse à la perception de la faiblesse et de la réticence de l'État à contrer la montée du séparatisme prorusse au printemps 2014.
Les premières de ces unités de volontaires sont de type militaire, de police spéciale et paramilitaire en réponse à l'intervention militaire russe en Ukraine,. La plupart ont été formées par les agences gouvernementales du ministère de la Défense et du ministère de l'Intérieur ; une minorité en est en revanche indépendante.
En septembre 2014, 37 bataillons de volontaires ont pris une part active aux batailles de la guerre du Donbass. Si certains des combattants sont d'anciens militants du mouvement Euromaïdan, leur origine sociale est très diversifiée, s'étendant d'étudiants à des officiers militaires; Ils bénéficient d'un haut niveau de soutien dans la société ukrainienne, et se classent au deuxième rang des institutions les plus respectées du pays. Selon certains observateurs étrangers, leurs liens étroits avec les oligarques ukrainiens leur octroient un fort potentiel de politisation voire de transformation en armées privées. Toutefois, en 2015, la grande  majorité  obtempère à l'ordre de quitter le front, venu de l'État Ukrainien exactement pour ces raisons. C'est ainsi que l'émergence des bataillons de volontaires ukrainiens connait une décroissance significative moins d'un an après ses débuts.

## Formations de volontaires

### Ministère de la Défense
À partir du 30 avril 2014, le ministère de la Défense a récupéré la majorité des unités de volontaires, les intégrant au sein de bataillons de défense territoriale (en ukrainien : Батальйо́ни територіа́льної оборо́ни, abrégé en БТрО), à raison d'au moins un bataillon par oblast, soit un total de 32 bataillons. Fin 2014, les bataillons de défense territoriale ont été renommés en bataillons d'infanterie motorisée (avec moins de véhicules blindés que dans l'infanterie mécanisée) et intégrés au sein des brigades de l'Armée de terre ukrainienne. Ces unités ne doivent pas être confondues avec l'actuelle Force de défense territoriale (brigades nos 100 à 126), formée en 2022.
- 1er bataillon de défense territoriale «Волинь» (Volhynie), levé à partir du 31 mai 2014 à Volodymyr dans l'oblast de Volhynie, puis intégré en juillet 2015 comme 1er bataillon d'infanterie motorisée au sein de la 14e brigade mécanisée ;
- 2e bataillon de défense territoriale «Горинь» (Horyn), levé à partir de mai 2014 dans l'oblast de Rivne, renommé 2e bataillon d'infanterie motorisée en octobre 2014 et intégré dans la 30e brigade mécanisée ;
- 3e bataillon de défense territoriale «Воля» (Volonté), levé dans l'oblast de Lviv à partir du 30 mai 2014, renommé le 3e bataillon d'infanterie motorisée et intégré dans la 24e brigade mécanisée ;
- 4e bataillon de défense territoriale «Закарпаття» (Transcarpatie), levé dans l'oblast de Transcarpatie, renommé 4e bataillon de montagne et intégré à la 128e brigade de montagne ;
- 5e bataillon de défense territoriale «Прикарпаття» (Précarpatie), levé dans l'oblast d'Ivano-Frankivsk, dissous en janvier 2015 ;
- 6e bataillon de défense territoriale «Збруч» (Zbroutch), levé dans l'oblast de Ternopil, renommé 6e bataillon d'infanterie motorisée et intégré comme unité de sécurité dans la 44e brigade d'artillerie ;
- 7e bataillon de défense territoriale, levé dans l'oblast de Khmelnytskyï, renommé 7e bataillon d'infanterie motorisée et intégré comme unité de sécurité dans la 19e brigade de missiles ;
- 8e bataillon de défense territoriale «Поділля» (Podolie), levé dans l'oblast de Tchernivtsi, renommé 8e bataillon motorisé, puis 8e bataillon d'assaut de montagne pour être intégré dans la 10e brigade de montagne ;
- 9e bataillon de défense territoriale «Вінниця» (Vinnytsia), levé dans l'oblast de Vinnytsia, renommé 9e bataillon d'infanterie motorisée et intégré dans la 59e brigade motorisée ;
- 10e bataillon de défense territoriale «Полісся» (Polésie), levé dans l'oblast de Jytomyr, renommé 10e bataillon d'infanterie motorisé et intégré dans la 59e brigade motorisée ;
- 11e bataillon de défense territoriale «Київська Русь» (Rus' de Kiev), levé dans l'oblast de Kiev, renommé le 11e bataillon d'infanterie motorisée et intégré dans la 59e brigade motorisée ;
- 12e bataillon de défense territoriale «Київ» (Kiev), levé dans la ville de Kiev, renommé 12e bataillon d'infanterie motorisée et intégré en juin 2016 dans la 72e brigade mécanisée ;
- 13e bataillon de défense territoriale «Чернігів-1» (Tchernihiv-1), levé dans l'oblast de Tchernihiv, transformé fin 2014 en 13e bataillon d'infanterie motorisée et intégré dans la 58e brigade motorisée ;
- 14e bataillon de défense territoriale «Черкаси» (Tcherkassy, levé dans l'oblast de Tcherkassy, renommée en 2017 en 14e bataillon d'infanterie motorisée et intégré comme unité de sécurité dans la 26e brigade d'artillerie ;
- 15e bataillon de défense territoriale «Суми» (Soumy), levé dans l'oblast de Soumy, renommé fin 2014 15e bataillon d'infanterie motorisée et intégré dans la 58e brigade motorisée ;
- 16e bataillon de défense territoriale «Полтава» (Poltava), levé dans l'oblast de Poltava, renommé fin 2014 16e bataillon d'infanterie motorisée et intégré dans la 58e brigade motorisée ;
- 17e bataillon de défense territoriale «Кіровоград» (Kirovohrad), levé dans l'oblast de Kirovohrad, renommé fin 2014 17e bataillon d'infanterie motorisée et intégré dans la 57e brigade motorisée ;
- 18e bataillon de défense territoriale «Одеса» (Odessa), levé dans l'oblast d'Odessa, renommé 18e bataillon de marine et intégré dans la 35e brigade de marine ;
- 19e bataillon de défense territoriale, levé dans l'oblast de Mykolaïv, renommé 19e bataillon d'infanterie motorisée à l'automne 2014, intégré en mai 2016 dans la 40e brigade d'artillerie pour devenir en septembre 2016 son unité de sécurité ;
- 20e bataillon de défense territoriale «Дніпропетровськ» (Dnipropetrovsk), levé dans l'oblast de Dnipropetrovsk, renommé 20e bataillon d'infanterie motorisée à la fin 2014 et affecté à la 93e brigade mécanisée ;
- 21e bataillon de défense territoriale «Сармат» (Sarmates), levé dans l'oblast de Kherson à Marioupol, renommé 21e bataillon d'infanterie motorisée en 2015 et intégré en mai 2015 dans la 56e brigade motorisée ;
- 22e bataillon de défense territoriale «Харків» (Kharkiv), levé dans l'oblast de Kharkiv, renommé 22e bataillon d'infanterie motorisée à la fin 2014 et intégré à la 92e brigade mécanisée ;
- 23e bataillon de défense territoriale «Хортиця» (Khortytsia), levé dans l'oblast de Zaporijjia, renommé 23e bataillon d'infanterie motorisée en 2015 pour être intégré dans la 56e brigade motorisée ;
- 24e bataillon de défense territoriale «Айдар» (Aïdar), levé dans l'oblast de Louhansk en mai 2014, renommé 24e bataillon d'assaut en mars 2015 et intégré dans la 10e brigade de montagne en 2016, puis la 53e brigade mécanisée et la 5e brigade d'assaut en février 2023 ;
- 25e bataillon de défense territoriale «Київська Русь» (Rus' de Kiev), levé dans l'oblast de Kiev, renommé 25e bataillon d'infanterie motorisée et intégré dans la 54e brigade mécanisée ;
- 34e bataillon de défense territoriale «Батьківщина» (Patrie), levé dans l'oblast de Kirovohrad, renommé à la fin 2014 le 34e bataillon d'infanterie motorisée et placé dans la 57e brigade motorisée ;
- 37e bataillon de défense territoriale, levé dans l'oblast de Zaporijjia, renommé en 2015 le 37e bataillon d'infanterie motorisée et mis sous le contrôle de la 56e brigade motorisée ;
- 39e bataillon de défense territoriale «Дніпро-2» (Dnipro-2), levé dans l'oblast de Dnipropetrovsk, renommé 39e bataillon d'infanterie motorisée, puis devient en 2016 en bataillon de sécurité de la 55e brigade d'artillerie ;
- 40e bataillon de défense territoriale «Кривбас» (Kryvbas, bassin minier de Kryvyï Rih), levé dans l'oblast de Dnipropetrovsk, renommé 40e bataillon d'infanterie motorisée et intégré dans la 17e brigade de chars, pour être dissous en avril 2015 ;
- 41e bataillon de défense territoriale «Чернігів 2» (Tchernihiv-2), levé dans l'oblast de Tchernihiv, renommé 41e bataillon d'infanterie motorisée et intégré dans la 27e brigade de lance-roquettes ;
- 42e bataillon de défense territoriale «Рух Опору» (Rukh Oporu, « mouvement de résistance »), levé dans l'oblast de Kirovohrad, renommé à la fin 2014 le 42e bataillon d'infanterie motorisée et intégré à la 57e brigade motorisée ;
- 43e bataillon de défense territoriale «Патріот» (Patriote), levé dans l'oblast de Dnipropetrovsk, renommé 43e bataillon d'infanterie motorisée et intégré dans la 53e brigade mécanisée.

Outre ces bataillons de défense territoriale, plusieurs unités régulières des forces armées ukrainiennes ont été formées de volontaires, comme le 3e bataillon aéromobile « Phoenix » ou le 54e bataillon de reconnaissance « UNSO ». En 2015, le 46e bataillon Spetsnaz « Donbas Ukraine » est créé à partir de volontaires du bataillon Donbass qui ont décidé de passer de la Garde nationale ukrainienne aux forces armées régulières.

### Ministère de l'Intérieur
Selon le ministre de l'Intérieur Arsen Avakov, à la mi-avril 2016, 205 militaires des bataillons de volontaires du ministère ont été tués au combat, y compris des gardes nationaux.

#### Patrouille de police spéciale
Le ministère de l'Intérieur a créé 56 unités de police de patrouille spéciale allant de la compagnie au bataillon. Après plusieurs réorganisations, ce nombre est tombé à 33 unités.
Les unités notables formées entre 2014 et 2015 comprennent :
- Régiment Dnipro-1
- Bataillon de police Kharkiv
- Bataillon Poltava
- Bataillon Sich
- Bataillon Svyatyi Mykolai (en)

#### Garde nationale de l'Ukraine
La Garde nationale ukrainienne, subordonnée au ministère de l'Intérieur, a créé plusieurs bataillons de réserve, parmi lesquels se trouvent le bataillon Donbass et le bataillon Kulchytskiy formés de volontaires et d'activistes du Maïdan.
Les unités notables formées entre 2014 et 2015 comprennent :
- Bataillon Azov
- Bataillon Donbass

### Bataillons indépendants
Les bataillons suivants ne sont contrôlés ni par le ministère de l'Intérieur ni par le ministère de la Défense, mais opèrent de manière indépendante.

#### Corps des volontaires ukrainiens

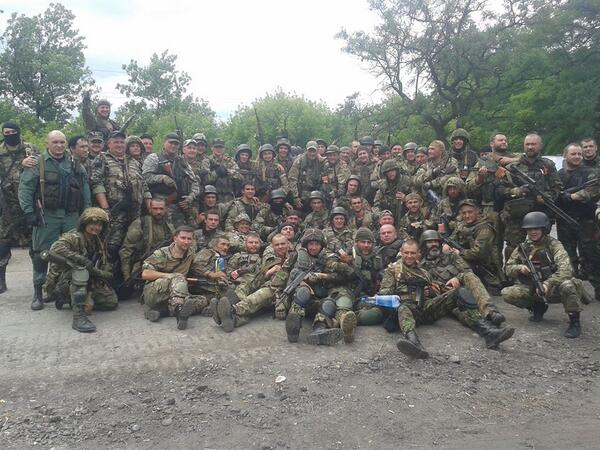
Corps des volontaires ukrainiens, 2014.

Le Secteur droit a formé plusieurs bataillons connus sous le nom de corps des volontaires ukrainiens. Au printemps 2015, des tentatives ont été faites pour intégrer le corps des volontaires ukrainiens dans l'armée ou la garde nationale ukrainienne régulieres.

#### Bataillon de l'OUN
Un bataillon de l'Organisation des nationalistes ukrainiens opérait dans la région de Pisky, dans l'oblast de Donetsk. Le bataillon est dissous en septembre 2019 ; et fut l'une des dernières unités composées uniquement de soldats volontaires.

#### Aerorozvidka
Il s'agit d'une unité spécialisée dans la reconnaissance aérienne et la guerre des drones. Aerorozvidka est surnommée la « start-up de guerre » par certains observateurs, elle a commencé comme un groupe de volontaires passionnés de drones et d'informatique. L'unité utilise des drones commerciaux pour aider les forces militaires ukrainiennes, avant d'être ensuite intégrée aux forces terrestres ukrainiennes.

#### Bataillon Noman Çelebicihan
Le bataillon Noman Çelebicihan est l'un des trois bataillons à majorité musulmane avec les unités Djokhar Doudaïev et Cheikh Mansour, formées principalement de Tchétchènes. Cette unité est le seul bataillon composé principalement de Tatars de Crimée, minorité ethnique historiquement implantée dans la région de Kherson, lesquels sont des musulmans ukrainiens combattant pour l'Ukraine. Turcophones, ils ont reçu une aide de la Turquie, où ils se sont régulièrement réfugiés depuis l'annexion de la Crimée par la tsarine Catherine II et les persécutions constantes dont ils ont été l'objet par l'Empire Russe, l'URSS et enfin la Russie du fait de l'importance strategique de la Crimée. Formé en 2016 par des opposants à la Russie, ce bataillon est dissous la même année sans avoir pu participer à la moindre opération de combat. Beaucoup de ses membres, dont certains sont de tendance fondamentaliste, ont alors rejoint d'autres bataillons de volontaires ou se sont enrôlés dans l'armée ukrainienne réguliere.

### Combattants étrangers
Le mouvement des combattants étrangers en 2014 a été en grande partie de courte durée. Le chercheur Kacper Rekawek écrit : « Les combattants sont arrivés tout au long de l'été 2014, et la plupart d'entre eux ont quitté l'Ukraine à un moment donné en 2015, bien que certains soient revenus plus tard, un petit groupe s'installant en Ukraine de façon permanente ». À la fin de 2015, note Rekawek, « les deux parties ont pris des mesures pour professionnaliser leurs forces et intégrer les bataillons de volontaires organisés de bas en haut, par exemple dans la Garde nationale ukrainienne ou, dans le cas des « séparatistes », dans le « corps d'armée ». Cela signifiait effectivement la fin du recrutement de combattants étrangers pour ce conflit et très peu de (nouveaux) étrangers rejoindront les deux camps après la fin de 2015 ».
Le 6 octobre 2014, le parlement ukrainien vote afin de permettre aux combattants étrangers de rejoindre l'armée ukrainienne. En décembre, le président ukrainien Petro Porochenko promet la citoyenneté ukrainienne à tout combattant étranger rejoignant l'armée ukrainienne. Cependant, selon le Kyiv Post en octobre 2015, un seul combattant étranger de Russie a obtenu la citoyenneté. Le même mois, 30 combattants étrangers (de Biélorussie, de Géorgie et de Russie) se rassemblent à Kiev pour obtenir la citoyenneté ukrainienne.

#### Résumé des pays d'origine des combattants étrangers
Une analyse des combattants étrangers par Arkadiusz Legieć, analyste principal à l'Institut polonais des affaires internationales, estime qu'environ 17 241 combattants étrangers ont combattu en Ukraine entre 2014 et 2019. 3 879 de ces combattants étrangers ont soutenu l'Ukraine et ont rejoint des bataillons de volontaires étrangers.
Le plus grand groupe de combattants étrangers pro-Ukraine est composé d'environ 3 000 volontaires citoyens russes.
Le deuxième plus grand groupe est composé d'environ 300 Biélorusses, 
suivi par un troisième groupe d'environ 120 Géorgiens.
Le seul autre pays à avoir dépassé les 50 combattants étrangers est la Croatie, avec environ 60 soldats.
D'autres pays dont les ressortissants ont soutenu l'Ukraine sont l'Albanie (15), l'Australie (5), l'Autriche (35), l'Azerbaïdjan (20), la Belgique (1), la Bosnie-Herzégovine (5), la Bulgarie (6), le Canada (10), la République tchèque (5), le Danemark (15), l'Estonie (10), la Finlande (15), la France (15), l'Allemagne (15), la Grèce (2), l'Irlande (7), Israël (15), l'Italie (35), la Lettonie (8), la Lituanie (15), la Moldavie (15), le Kosovo (4), les Pays-Bas (3), la Macédoine du Nord (4), la Norvège (10), la Pologne (10), le Portugal (1), la Roumanie (4), la Serbie (6), la Slovaquie (8), la Suède (25), la Turquie (30), le Royaume-Uni (10) et les États-Unis (15).

#### Légion géorgienne
La légion géorgienne est une unité paramilitaire formée de plus de 700 soldats, pour la plupart des volontaires géorgiens de souche combattant aux côtés de l'Ukraine dans la guerre du Donbass et l'invasion russe de l'Ukraine. L'unité est organisée en 2014 dans le but déclaré de « se dresser contre l'agression russe ». Le groupe est commandé par Mamuka Mamulashvili, un officier vétéran géorgien. Plusieurs membres de la légion géorgienne sont des vétérans des guerres de Tchétchénie. Après le début de l'invasion russe de l'Ukraine en 2022, davantage de personnes de nationalités différentes ont demandé à rejoindre l'unité. Celle-ci est repérée à plusieurs reprises dans des reportages et des interviews et peut être considéré comme l'un des bataillons de volontaires les plus connus.

#### Bataillon Djokhar Doudaïev
Le bataillon Djokhar Doudaïev, initialement nommé « bataillon tchétchène », est créé en mars 2014 et est l'une des nombreuses formations armées de volontaires tchétchènes combattant aux côtés de l'Ukraine. Il est nommé d'après le premier président et chef de la Tchétchénie, Djokhar Doudaïev, et est basé à Novomoskovsk dans l'oblast de Dnipropetrovsk. Le bataillon fut sous le commandement d'Adam Osmaiev après la mort au combat d'Issa Mounaïev lors de la bataille de Debaltseve. Le bataillon est composé principalement de volontaires tchétchènes (dont beaucoup ont combattu pendant la première et la deuxième guerre de Tchétchénie), ainsi qu'un bon nombre d'Ukrainiens de souche, mais aussi des Azerbaïdjanais, des Ingouches, des Tatars, et des Géorgiens, à majorité musulmans. Le bataillon, spécialisé dans la contre-subversion, « considère la guerre comme faisant partie d'une lutte plus large contre l'impérialisme russe et le régime de Ramzan Kadyrov ». Depuis le début de l'invasion russe de l'Ukraine en 2022, le bataillon a participé à la défense de Kiev et pris part à de nombreuses batailles et offensives telles que l'offensive de Kharkiv. Depuis novembre 2022, le bataillon participe à la bataille de Bakhmout.

#### Bataillon Cheikh Mansour
Le bataillon Cheikh Mansour est l'une des nombreuses formations armées de volontaires tchétchènes combattant aux côtés de l'Ukraine. Il porte le nom d'un dirigeant tchétchène du XVIIIe siècle qui s'est battu contre l'expansion russe dans le Caucase. Après sa création en 2014, le groupe est impliqué dans la guerre du Donbass, étant signalé comme défendant la ligne de front près de Marioupol en 2015. Malgré sa position résolument pro-ukrainienne, le bataillon fait face à des sanctions de la part du gouvernement ukrainien (certains membres étant extradés vers la Russie) et, par conséquent, le bataillon est dissous en septembre 2019 ; considéré comme l'une des dernières unités composées uniquement de soldats volontaires. Lors de l'invasion russe de l'Ukraine en 2022, le bataillon aurait été de nouveau signalé,,. Depuis lors, le bataillon a combattu dans de nombreuses batailles majeures telles que les batailles de Kiev, de Marioupol, de Sievierodonetsk et de Soledar. Il est également impliqué dans l'intense bataille de Bakhmout depuis novembre 2022,.

#### Bataillon spécial ichkérien
Le bataillon spécial séparé ichkérien du ministère de la Défense de la république tchétchène d'Itchkérie est l'une des nombreuses formations armées de volontaires tchétchènes combattant aux côtés des forces armées ukrainiennes. Elle fonctionne dans le cadre de la légion internationale pour la défense territoriale de l'Ukraine. L'unité est créée par Akhmed Zakaïev le 31 juillet 2022, sur la base d'une formation tchétchène qui combat aux côtés des forces armées ukrainiennes depuis l'invasion à grande échelle de l'Ukraine par la Russie,.

## Formations ultérieures similaires

### Groupe tactique«Biélorussie»
Le groupe tactique « Biélorussie » (en) est un groupe de volontaires de ressortissants biélorusses, partie intégrante des bataillons de volontaires ukrainiens.

### Forces de défense territoriales
En 2022, les anciens bataillons de défense territoriale ont été réorganisés en une branche indépendante plus formelle et structurée des forces armées connue sous le nom de forces de défense territoriale. Ils servent de successeur spirituel des bataillons de volontaires, permettant aux volontaires civils locaux de se joindre et de mener la défense territoriale locale contre l'invasion.

### Légion internationale pour la défense territoriale de l'Ukraine
À la suite de l'invasion de l'Ukraine en 2022 par les forces de la fédération de Russie, le président ukrainien, Volodymyr Zelensky, exhorte les volontaires étrangers à se rendre dans les ambassades ukrainiennes à travers le monde pour pouvoir rejoindre une nouvelle « Brigade internationale » des forces armées ukrainiennes.

### Légion «Liberté de la Russie»
La légion « Liberté de la Russie » est formée à la suite de l'invasion de 2022, composée de transfuges des forces armées russes. La légion serait également composée de volontaires de l'opposition russe.